# Ligne de Coutances à Sottevast
La ligne de Coutances à Sottevast est une ancienne ligne de chemin de fer française, se trouvant dans le département de la Manche. Elle reliait les localités de Sottevast et Coutances.
Elle constituait la ligne 417 000 du réseau ferré national

## Histoire
La ligne est déclarée d'utilité publique, à titre d'intérêt général, par un décret impérial le 19 juin 1868.
Elle est concédée à la Compagnie des chemins de fer de l'Ouest par une convention signée entre le ministre des Travaux publics et la compagnie le 31 décembre 1875. La convention est approuvée à la même date par une loi.
La ligne est ouverte le 27 janvier 1884. C'était l'élément central de l'axe Cherbourg - Coutances - Avranches. Ce dernier empruntait la ligne de Paris à Cherbourg en double voies jusqu'à Sottevast, puis la ligne de Coutances à Sottevast en voie unique et enfin la ligne de Lison à Lamballe à nouveau à double voie. Il permettait une traversée nord-sud du Cotentin sur sa façade ouest en reliant ainsi la Bretagne au nord de la façade atlantique française. 
La ligne est fermée entre septembre 1972 et le 24 janvier 1988. Elle est entièrement déclassée par le décret signé le 10 avril 1996. En 2000, l'ancienne plate-forme est vendue au Conseil général de la Manche qui la reconvertit en voie verte.

### Chronologie
La ligne est fermée au service voyageurs :
- Sur la totalité au Printemps 1970.

La ligne est fermée au service marchandises :
- section de Coutances à Périers-en-Cotentin, le 24 janvier 1988
- section de Périers-en-Cotentin à Lessay, le 31 mai 1987
- section de Lessay à La Haye-du-Puits, le 14 mai 1973
- section de La Haye-du-Puits à Sottevast, le 24 janvier 1988